# Limitations de vitesse en Lituanie
En Lituanie (abréviation officielle: LT), les limitations de vitesse sont proches de celles en vigueur en France.
Les contrôles de vitesse réalisé par radars mobiles sont très courants et les automobilistes extrêmement respectueux des limitations, ce qui n'empêche pourtant pas la Lituanie d'avoir le taux de mortalité le plus élevé d'Europe.
- En ville, la vitesse est limitée à 50 km/h. Cependant, certaines grandes artères urbaines sont limitées à 60 km/h. Les contrôles de vitesse sont très fréquents, voire systématiques de nuit.
- Hors agglomération, la vitesse est limitée à 90 km/h (80km/h du 1er novembre au 1er avril). De nombreux contrôles de vitesse.
- Sur voie rapide, la vitesse est limitée à 110km/h (100km/h du 1er novembre au 1er avril)
- Sur autoroute, la vitesse est limitée à 130 km/h (110km/h du 1er novembre au 1er avril). De nombreux contrôles de vitesse.

IMPORTANT :
- La voie rapide Vilnius-Kaunas, n'est pas une autoroute et est donc limitée à 100km/h (sauf indication contraire de ralentissement occasionnel à 80 ou 70 km/h pour traversée de piétons ou de zone urbaine ou pour travaux, très fréquents).

Les contrôles y sont très fréquents, la police équipée de véhicules puissants et rapides.
- L'hiver, les pneus neige (universels accepté, cloutés interdits depuis 2013) sont obligatoires, du 1er novembre au 1er avril.

## Remarques
Si les autoroutes lituaniennes sont excellentes en ce qui concerne la qualité de l'asphalte, celles-ci ne sont pas conformes aux standards européens. En effet, il n'y a que peu de sorties de type autoroutier telles qu'on les connaît ailleurs en Europe (ponts, échangeurs, etc.).
Par exemple, pour se diriger vers une destination se trouvant à gauche de l'autoroute, il existe des sorties en "U" pour ... faire demi-tour (sur l'autoroute) et rejoindre la sortie la plus proche une fois sur la chaussée inverse.